# Ginolat
Ginolat is een bestuurslaag in het regentschap Samosir van de provincie Noord-Sumatra, Indonesië. Ginolat telt 841 inwoners (volkstelling 2010).